# 太陽航空
太陽航空或稱蘇里亞航空（英語：Saurya Airlines)）是尼泊爾的一家航空公司。總部位於尼泊爾首都加德滿都。由龐巴迪CRJ-200ER機隊來運營國內5條航線。該公司是第一家採用加拿大航空支線客機營運的公司。

## 歷史
太陽航空在2014年8月18日購入了第一架龐巴迪CRJ-200ER客機，並於2014年11月17日開始首次商業飛行，進行了一次山地飛行以及從加德滿都機場飛往比拉特納加爾機場的往返航班。該公司首航被繁複的文書作業延誤了3個月才進行首航。之後增加了前往巴德拉普爾的每日航班。2015年6月22日，開通了飛往尼泊爾根傑的航班。
2016年初，由於未能達到尼泊爾民航局規定的定期客運航空公司運營所需的最低飛機數量，因此根據規定公司被限制運營包機航班。之後該公司透過營運定期包機航班提供服務。2016年度，共運送旅客90,205人次，較上年度增長3.76%。
2017年3月，新增第二架龐巴迪CRJ-200ER，並重新獲得定期航班營運資格。根據與Sipradi Trading的協議，這架國籍國籍與登記號碼9N-AME的飛機彩繪了“Tata Tiago ”圖案，此為尼泊爾第一家固定翼飛機公司在飛機塗裝上使用了該國際商標。
2018年，該航空公司因欠特里布萬國際機場3,000萬尼泊爾盧比服務費而被機場停飛。 直至2019年3月，該航空公司才結清了欠款並恢復了在該機場的航班營運。
同樣在2018年，該航空公司以3.2億尼泊爾盧比出售給非在住尼泊爾人（Non-Resident Nepali）。2019年，所有權再次發生變化，印度庫伯集團（Indian Kuber Group）以6.3億尼泊爾盧比收購了該航空公司。

## 航線

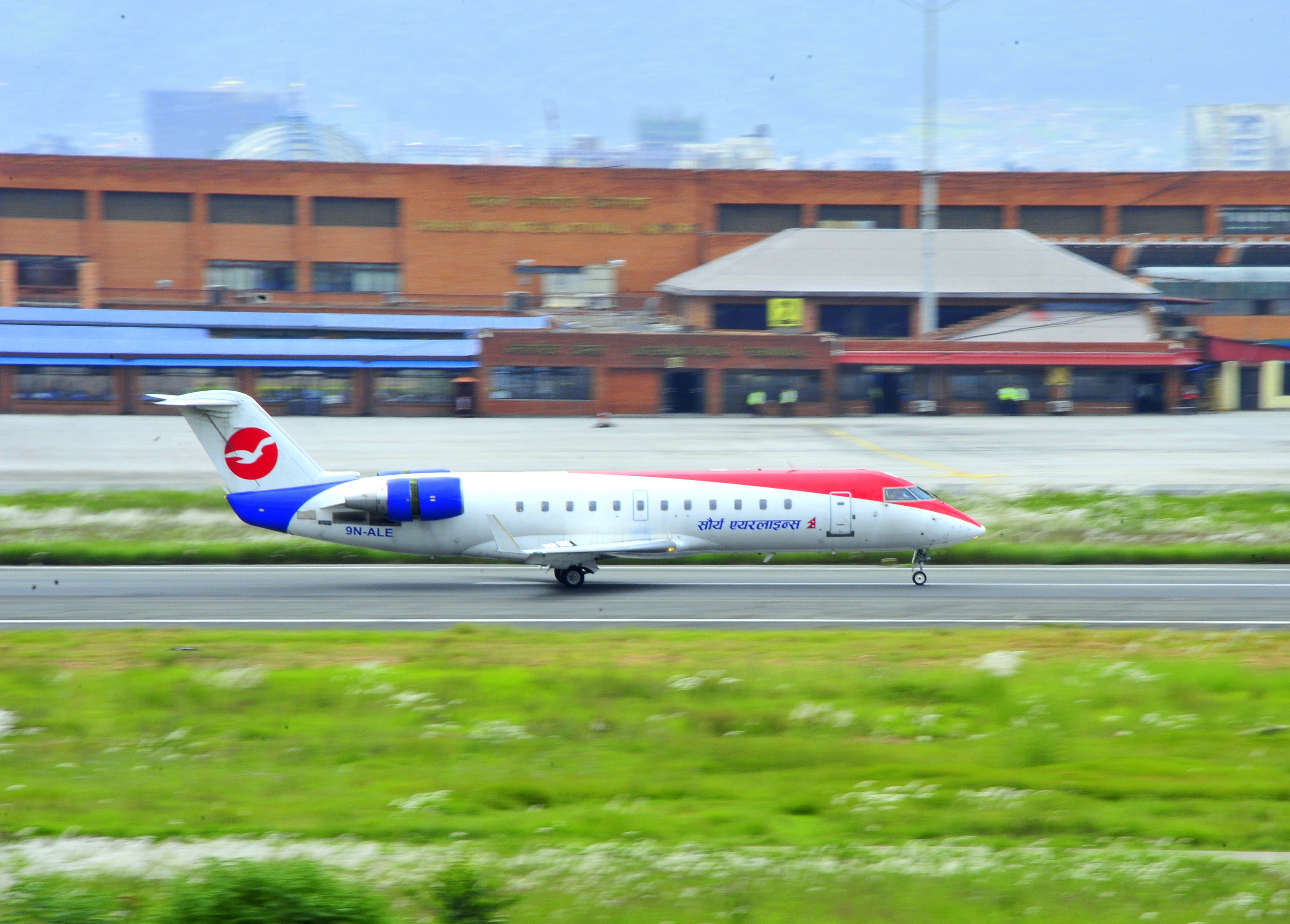
降落在特里布萬國際機場的CRJ-200ER

| 城市         | 機場             | 備註     |
| ------------ | ---------------- | -------- |
| 巴德拉普爾   | 昌德拉加迪機場   |          |
| 比拉德訥格爾 | 比拉德訥格爾機場 |          |
| 丹加地       | 丹加地機場       |          |
| 加德滿都     | 特里布萬國際機場 | 樞紐機場 |
| 尼泊爾根傑   | 尼泊爾根傑機場   |          |
| 博卡拉       | 博卡拉機場       | 终止     |
| 博卡拉       | 博卡拉國際機場   |          |
| 錫陀塔那迦   | 佛祖機場         |          |

## 機隊
該公司最多曾擁有過3架同型機，2024年7月24日其中一架失事墜毀。
| 機型            | 數量 | 訂購 | 座位 | 國籍與登記號碼                                           | 備註                                                           |
| --------------- | ---- | ---- | ---- | -------------------------------------------------------- | -------------------------------------------------------------- |
| 龐巴迪CRJ-200ER | 3    |      | 50   | 9N-ALE（MSN:7493） 9N-AME（MSN:7772） 9N-ANM（MSN:8050） | 9N-ALE自2018年6月7日開始已被停止使用 9N-AME在2024年7月24日墜毀 |

## 飛安事故
- 2024年7月24日，一架龐巴迪CRJ-200ER執飛由加德滿都國際機場至尼泊爾中部博卡拉国际机场的航班时，于起飞时坠毁，机上19人中18人死亡，仅1位飞行员生还[6]。

## 外部連結
- 太陽航空官網 （页面存档备份，存于）